# Dodecaneso
El Dodecaneso (topónimo griego, Δωδεκάνησα, Dodekànisa, que significa 'doce islas') es uno de los archipiélagos griegos del mar Egeo, situado frente a la costa suroccidental de Asia Menor.
Administrativamente, forma parte de la periferia de Egeo Meridional. Tiene una superficie de 2.714 km² y una población de 200.452 habitantes (2005). Conformó una prefectura, con capital en la ciudad de Rodas, en la isla homónima, hasta el 1 de enero de 2011. En dicha fecha, con la nueva división administrativa de Grecia, se dividió en cuatro unidades periféricas (Kálimnos, Karpatos, Cos y Rodas) dependientes de la periferia del Egeo Meridional.

## Geografía
Las principales islas del archipiélago son Rodas, Cos, Kálimnos, Kárpatos, Kasos, Kastelórizo, Symi, Tilos, Nísiros, Astipalea, Leros y Patmos.
Otras islas destacables del archipiélago son Agatonisi, Alimia, Arkoi, Farmakonisi, Gyali, Jalki, Kinaros, Lebynthos, Lipsi, Nimos, Pserimos, Saria, Syrna y Télendos. El Dodecaneso lo forman un total de 163 islas, de las cuales 26 están habitadas.

## Toponimia
El nombre "Dodecaneso" (en griego antiguo, ἡ Δωδεκάνησος, hē Dōdekanēsos; en griego moderno, τα Δωδεκάνησα, ta Dōdekanēsa), significa "Las Doce Islas", en clara referencia a que doce son las islas principales de este archipiélago.
El topónimo aparece por primera vez en fuentes bizantinas en el siglo VIII, como un comando naval bajo un drungarios, que abarca el sur del mar Egeo, que eventualmente evolucionó hasta convertirse en el Tema de Samos. No se aplicó al actual grupo de islas, sino a las doce Cícladas agrupadas alrededor de Delos. De hecho, el nombre puede ser de una fecha mucho anterior, y los historiadores modernos sugieren que las doce islas Cícladas que menciona Estrabón  fueron el origen del término. El término se mantuvo en uso durante todo el período medieval y todavía se empleó para las Cícladas tanto en el uso coloquial como en la literatura académica en lengua griega hasta el siglo XVIII.
La transferencia del nombre al actual Dodecaneso tiene sus raíces en el período otomano. Tras la conquista otomana en 1522, las dos islas más grandes, Rodas y Kos, quedaron bajo dominio otomano directo, mientras que las demás, de las cuales normalmente se nombraban las doce islas principales, disfrutaron de amplios privilegios relacionados con los impuestos y el autogobierno. Se hicieron intentos concertados para abolir estos privilegios después de 1869, cuando el Imperio Otomano intentó modernizar y centralizar su estructura administrativa, y los últimos vestigios de los antiguos privilegios fueron finalmente abolidos después de que los Jóvenes Turcos tomaron el poder en 1908. Fue en ese momento cuando la prensa del Reino independiente de Grecia comenzó a referirse a las doce islas privilegiadas (Astipalea, Jalki, Icaría, Kálimnos, Karpatos, Kasos, Kastelórizo, Leros, Nísiros, Patmos, Simi y Tilos), en el contexto de sus intentos de preservar sus privilegios, colectivamente como el "Dodecaneso". Poco después, en 1912, la mayoría de las Espóradas del Sur fueron capturadas por los italianos en la guerra ítalo-turca, excepto Ikaria, que se unió a Grecia en 1912 durante la primera guerra de los Balcanes, y Kastellorizo, que quedó bajo dominio italiano recién en 1921. El lugar de las dos últimas lo ocuparon Kos y Rodas, con lo que el número de islas principales bajo dominio italiano volvió a ser 12. Así, cuando la prensa griega comenzó a hacer campaña por la cesión de las islas a Grecia en 1913, el término utilizado siguió siendo el "Dodecaneso". Las autoridades de ocupación italianas ayudaron a establecer el término cuando nombraron a las islas bajo su control "Rodas y el Dodecaneso" (Rodi e Dodecaneso), añadiendo a Lipsí a la lista de islas principales para compensar la consideración de Rodas por separado.

## Historia

### Primeros tiempos
La historia de las islas del Dodecaneso está vinculada a la isla principal de Rodas, el cual, a su vez, es el nombre de la principal ciudad de dicha isla. Esta ciudad ha tenido desde los tiempos de la Grecia clásica, una gran influencia sobre todo el archipiélago por su importancia estratégica y militar, y por ser su puerto una importante escala comercial entre Oriente y Occidente. De este período se encuentran numerosos restos arqueológicos de templos y ciudades dispersos en las distintas islas.
Los habitantes más antiguos fueron los legendarios telquines, más tarde los aqueos y los dorios. Fue miembro de la primera y segunda liga ateniense. Experimentaron una gran prosperidad durante la época helenística. Con su posterior sumisión al dominio romano, el Dodecaneso pasó a formar parte del estado romano oriental (395 d. C.).

### Edad Media: Caballeros de Rodas y ocupación turca
En la Edad Media, el archipiélago fue durante siglos la sede de los Caballeros de Rodas, que fortificó la isla de Rodas por lo que es inexpugnable para los turcos, que intentaron varias veces su conquista. Todavía se pueden apreciar las impresionantes fortificaciones de la ciudad y los castillos en otras islas, como Neratzia y Antimaquia en Cos. La presencia de los Caballeros se prolongó hasta el siglo XVI, cuando, tras otro ataque a la misma, se negoció su salida de las islas del archipiélago y se las cedió al sultán, formando así parte del Imperio otomano.

### Presencia italiana (1912-1943)
Durante la guerra ítalo-turca, concluida con la ocupación de Libia, Italia decidió acelerar el fin de la guerra ocupando las islas del Dodecaneso. El 26 de abril de 1912 fue ocupada Astipalea, el 12 de mayo Kárpazos, Kasos, Piscopi, Nísiros, Kálimnos, Leros, Patmos, Cos, Symi y Jalki. El 4 de mayo las tropas italianas desembarcaron en Rodas, que fue ocupada totalmente el 16 de mayo. Con la Paz de Lausana (18 de octubre de 1912), Italia obtuvo la soberanía sobre Libia (reconocida por las potencias extranjeras) y la posesión temporal de las islas del Dodecaneso, asegurada en el Tratado de Londres (1915).
El 5 de mayo de 1912 se nombró a Giovanni Ameglio comandante de las islas ocupadas del Egeo, pasando a ser en 1914 Colonia del Dodecaneso. El primer gobernador, Mario Lago, se instaló el 16 de noviembre de 1922. En 1926 el archipiélago se convirtió en las islas italianas del Egeo, denominación oficial en 1930. Entre los gobernadores del Dodecaneso destacan importantes miembros del partido Fascista como Cesare Maria de Vecchi (1884-1959), miembro del Gran Consejo Fascista y ministro de educación, gobernador entre 1936 y 1940, el mariscal Ettore Bastico (1876-1972), entre 1940 y 1941, y el almirante Inigo Campioni (1878-1944) entre 1941 y 1943.
Entre el 19 y 24 de mayo de 1929 algunas de las islas fueron visitadas por el rey italiano Víctor Manuel III. Las huellas de la presencia italiana siguen siendo visibles en muchos edificios, entre los cuales, por ejemplo:
- El antiguo Grande Albergo delle Rose (ahora Grande Albergo Delle Rose), proyectado por el ingeniero, arquitecto y político Florestano Di Fausto y Michele Platania entre 1925 y 1927, que combina elementos tradicionales de Oriente y elementos Art déco.
- La antigua sede del Fascio de Rodas, construida entre 1936 y 1939, actual ayuntamiento.
- La antigua Iglesia Católica de San Juan, construida entre 1924 y 1925 por Rodolfo Petracco, que reconstruye la iglesia de San Juan de los Caballeros de San Juan de Collachio, destruida por una explosión en 1856.
- El balneario de Kallithea, cerca de Rodas, inaugurado en julio de 1929. El complejo fue restaurado en el año 2006.
- El antiguo Teatro Puccini, hoy Teatro Nacional, inaugurado el 1 de agosto de 1937, que tenía un aforo de 1200 espectadores.
- La antigua aldea rural de San Benedetto, hoy Kolymbia, levantada entre 1935 y 1938 con la escuela, la iglesia, la sede del fascio, los cuarteles y las casas alineadas en dirección al mar, hoy una residencia de ancianos.
- La antigua Sede del Gobierno, construida en 1926-7, sede del gobernador de las Islas del Dodecaneso, que albergaba las oficinas gubernamentales y la oficina de turismo, realizado bajo inspiración veneciana, reflejada en el mobiliario de estilo gótico veneciano, lámparas de araña de cristal de Murano y suelos de baldosas. En la actualidad allí se encuentra la sede de la Prefectura del Dodecaneso (la reestructuración se completó hace poco).
- El antiguo cuartel de Carabineros Príncipe Amadeo, hoy sede de la Gendarmería griega, inspirado en la arquitectura neoclásica de finales del siglo XIX y comienzos del XX.
- El centro de Lakki (Portolago en época italiana, ciudad ex-novo), en la isla de Leros, construido entre 1934 y 1938 bajo el estilo italiano racionalista de los años 30, actualmente en mal estado.

En el censo de 21 de abril de 1936, el último antes de la pérdida del archipiélago por parte de Italia (1947), la población total residente en las islas del Dodecaneso ascendía a 129.135 habitantes, de las cuales 7.015 eran súbditos del Reino (italiano) y 4.333 extranjeros de diversas nacionalidades. La población residente en la isla de Rodas era de 57.935 habitantes, seguida de la isla de Cos (19.448 hab.) y por detrás Kálimnos (14.793 hab.).
Durante los primeros años de la Segunda Guerra Mundial las islas del Dodecaneso fueron una importante base naval italiana que contaba con una guarnición de cerca de 40.000 militares.
Después del 8 de septiembre de 1943, el Dodecaneso fue atacado por los alemanes que se negaban a brindar a los Aliados una base de operaciones para la invasión de Grecia. Las islas fueron escenario de violentos combates entre italianos y alemanes, hasta que finalmente cayeron en manos de las fuerzas nazis. La División de Asalto de Rodas, comandada por el general Ulrich Kleemann, conquistó las islas en pocos días, gracias a una mezcla de acciones de fuerza y tácticas dilatorias.[2] Ello fue posible también merced a la escasez de iniciativa del mando italiano, pero fue obligado por los términos del armisticio y la extrema ambigüedad de la información enviada por el Estado Mayor. Al principio no fue atacado solo la isla de Leros (con la más importante base italiana naval en el mar Egeo), que permaneció en manos italianas hasta mediados de noviembre de 1943 por las fuerzas que defendían la guarnición, al mando del almirante Luis Mascherpa y por los refuerzos enviados por los Aliados. El gobernador, Almirante Inigo Campioni, se mantuvo en el cargo hasta el 18 de septiembre de 1943, cuando fue deportado. Fue reemplazado por el vicegobernador Hugo Faralli Higinio quien, tras la incorporación a la RSI, se mantuvo en el cargo hasta 1945, pero el poder real fue transferido al ejército de ocupación alemana, comandado por los generales Ulrich Kleemann (1943-1944) y Otto Wagener (1944-1945).
Detenidos en julio de 1944 los sefardíes (unas 1800 personas), fueron enviados a los campos de concentración bajo la Alemania nazi. De éstos, solo 151 regresaron de los campos de exterminio. A su vuelta se encontraron con sus casas ocupadas por los griegos de Rodas. La mayoría de los judíos de Rodas eran ciudadanos italianos. Muchos permanecieron en Italia, algunos fueron a África. El 8 de mayo de 1945, después de que los alemanes firmaran la rendición incondicional de la isla de Simi, se transfirió el poder a los británicos (Administración Militar británica) y fue nombrado gobernador Pedro Bevil Edward Acland (1945), posteriormente, Gormley Charles Henry (1945-1946) y por último, Arthur Stanley Parker (1946-1947). Con el Tratado de Paz de París del 10 de febrero de 1947, el dominio de las islas fue entregado a Grecia.
El 15 de septiembre de 1947, en Rodas, tuvo lugar la ceremonia que transfirió los poderes al gobernador griego Ioannidis Periklis (1947-8), sustituido en 1948 por Nikolaos Mavris. El 7 de marzo de 1948, las islas se convirtieron en sede de la prefectura del Dodecaneso. Pasando a ser entonces parte del Reino de Grecia en todos los aspectos. Aun así no es raro que los isleños hablen y entiendan el idioma italiano, enseñado en las escuelas hasta el año 1948, y hablado principalmente por las personas mayores. El actual idioma italiano tiende a reafirmarse en la Unión Europea como el idioma de destino, así como el lenguaje para comunicarse con la gran afluencia de turistas procedentes de Italia.